# Хёпфинген
Хёпфинген (нем. Höpfingen) — община в Германии, в земле Баден-Вюртемберг. 
Подчиняется административному округу Карлсруэ. Входит в состав района Неккар-Оденвальд.  Население составляет 3050 человек (на 31 декабря 2012 года). Демографическое развитие негативно: В 2009 году Хёпфинген потерял 1,5 % населения вследствие миграции. Занимает площадь 30,47 км².
90% населения члены римско-католической церкви. Костёл был построен в 1906 году в неоготическом стиле. 
В школьном центре есть маленький крытый бассейн для школьников и для взрослых. 
Во время Второй мировой войне на территории главного округа находился аэродром немецкой армии Вермахт к которому вела железная дорога. После войны, в 60-х и 70-х годах XX века, в том же округе, но в другом месте военные силы США содержали радарную базу для управления станции противовоздушных ракет типа Найк.
В 1911 году открылась железная дорога Вальдюрн — Хардхайм длинной 10 километров. В Хёпфингене находилась единственная промежуточная станция на этой трассе. Транспорт пассажиров прекратился в 1954 году, поток товаров — в 2004 году, после того как немецкая армия Бундесвер в Хардхайме перестала использовать железнодорожный транспорт и следовательно эту трассу. С тех пор только железнодорожная насыпь, покрытая сорняком, несколько мостов и здание бывшего вокзала, которое в нынешние времена используется в качестве частного дома, напоминают об этой дороге.
Коммуна Хёпфинген подразделяется на 2 общины, на главную общину того же названия, где находится и учреждение общины, и на общину Вальдштетен.